# 내 사랑 십자 드라이버
"내 사랑 십자 드라이버"(To My Love)는 한국에서 제작된 하기호 감독의 2000년 영화이다. 오만석 등이 주연으로 출연하였다.

## 출연

### 주연
- 오만석
- 배가선

## 기타
- 조감독: 신은영
- 음향: 손현희
- 미술: 윤재연
- 미술: 박민경
- 프로덕션매니저: 손현희